# Wilanów (Łódź)
Wilanów (dawn. Wilanów A i Wilanów B) – od 1988 roku osiedle w północnej części Łodzi, w dzielnicy Bałuty. Administracyjnie wchodzi w skład osiedla Wzniesień Łódzkich. Jest to niewielkie osiedle o skrajnie peryferyjnym położeniu. Leży w rejonie ulic Strykowskiej, Józefa Sawickiego, Okólnej i Aksamitnej, blisko granicy miasta.

## Historia
Dawniej samodzielna wieś, od 1867 w gminie Dobra w powiecie brzezińskim. W okresie międzywojennym należały do powiatu brzezińskiego w woj. łódzkim. W 1921 roku liczba mieszkańców obu Wilanowów wynosiła 190 (Wilanów A – 84 mieszkańców i Wilanów B – 106 mieszkańców). 1 września 1933 utworzono gromadę (sołectwo) Wilanów w granicach gminy Dobra, obejmującą wsie Wilanów A, Wilanów B i Łodzianka. 
Podczas II wojny światowej włączone do III Rzeszy. Po wojnie Wilanów powrócił do powiatu brzezińskiego w woj. łódzkim jako jedna z 18 gromad gminy Dobra. 13 lutego 1946 grunty wsi Wilanów A położone na południe od drogi Wilanów–Modrzew (dzisiejsza ulica Okólna) włączono do Łodzi (był to teren słabo zaludniony).
W związku z reorganizacją administracji wiejskiej jesienią 1954, Wilanów wszedł w skład nowej gromady Kalonka, a po jej zniesieniu 31 grudnia 1959 – do gromady Dobra. W 1971 roku ludność wsi wynosiła 275.
Od 1 stycznia 1973 w gminie Stryków w powiecie łódzkim. W latach 1975–1987 miejscowość należała administracyjnie do województwa łódzkiego.
1 stycznia 1988 Wilanów (221,46 ha) włączono do Łodzi.